# Maison de Copernic à Toruń

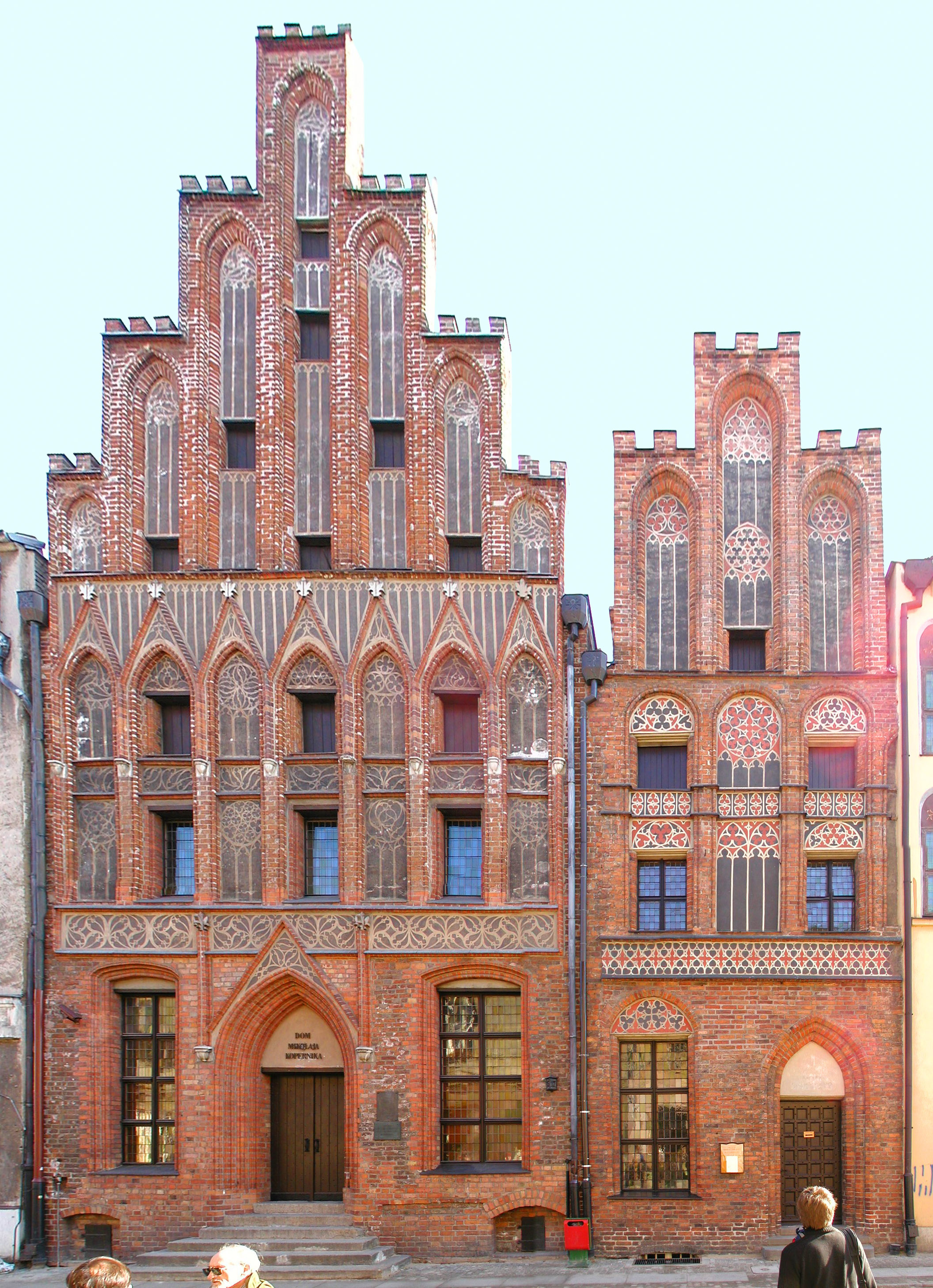
Façades des maisons de ville

La maison de Copernic est une maison de ville de style gothique située à Toruń, en Pologne. Elle a appartenu à la famille Copernic dans la seconde moitié du XVe siècle. Elle est considérée par de nombreux historiens comme le lieu de naissance de Nicolas Copernic.

## Localisation
La maison est située dans la vieille ville de Toruń, donnant sur la rue qui porte aujourd'hui le nom de l'astronome : Mikołaja Kopernika 15/17, 87-100 Toruń, Pologne.

## Histoire

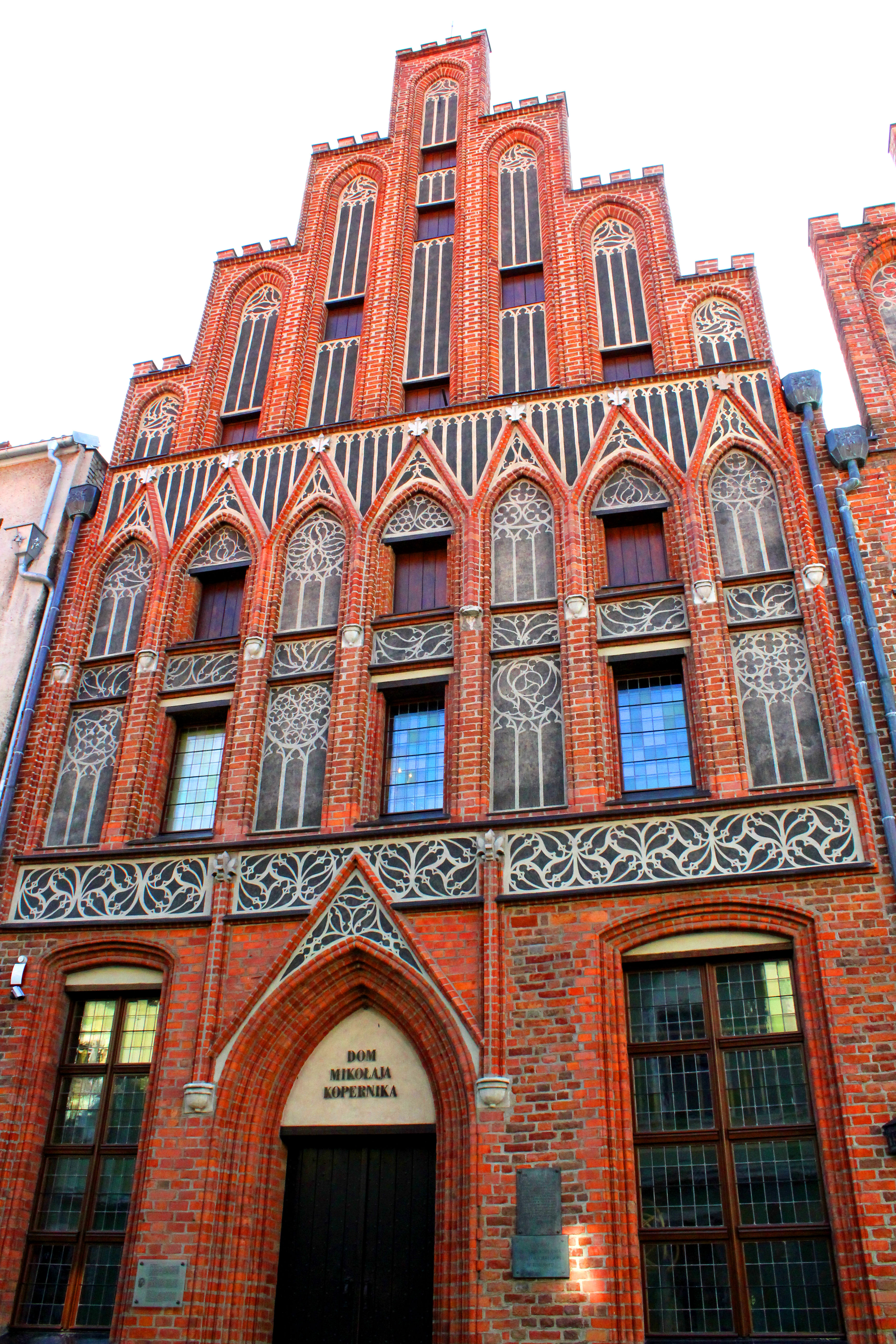
La façade du bâtiment où serait né Nicolas Copernic.

L'immeuble date de 1370 et appartient aux « greniers » qui remplissaient au Moyen Âge des fonctions résidentielles et de stockage.
À la fin du XIVe siècle, le propriétaire de la maison est Herbord Platte, un marchand de tissus. En 1459, Lucas Ier Watzenrode, grand-père maternel de Nicolas Copernic, reprend la maison de son neveu, Szymon Falbrecht, pour dettes, et la remet à sa fille, Barbara Watzenrode, et à son époux, Nicolas Copernic père. De nombreux historiens indiquent que ce bâtiment est le lieu où l'astronome Nicolas Copernic est né en 1473. Sept ans après sa naissance, en 1480, la famille Copernic vend la maison à Georg Polnische.   
Au XIXe siècle, l'édifice est transformé en immeuble locatif ; les intérieurs sont modifiés et la façade recouverte de plâtre.
En 1929, la maison est inscrite pour la première fois au registre des monuments historiques. Elle l'est à nouveau en 1970.
La maison est entièrement rénovée entre 1972 et 1973: l'agencement d'origine est restauré, avec reconstitution d'un couloir haut, d'un escalier et d'une pièce en bois en surplomb (rez-de-chaussée de la maison de ville). La façade est ornée d'un portail ogival, de frises de brique et de niches verticales décorées.
Depuis 1973 la maison abrite le musée Nicolas Copernic.  

## Dans la culture
La poste polonaise a édité une série de timbres Sur la piste de Copernic dont, le 1er juin 1971, l'un d'eux d'une valeur de 40 grosz représentait la maison de Toruń. Imprimé offset sur papier craie, le timbre a été conçu par le graphiste Andrzej Heidrich et est resté en circulation jusqu'au 31 décembre 1994.

## Galerie
Intérieur du bâtiment avant la modernisation : 

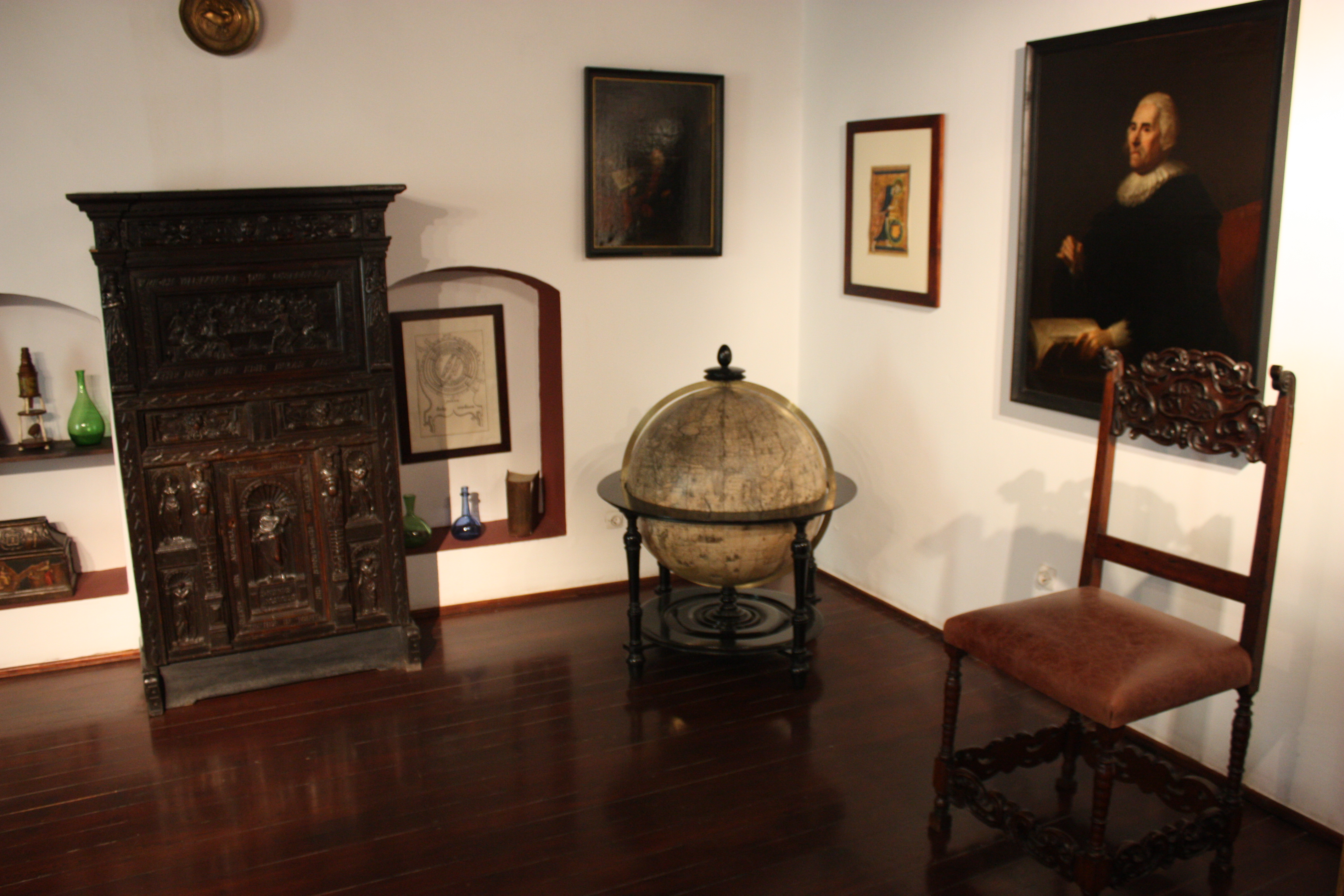
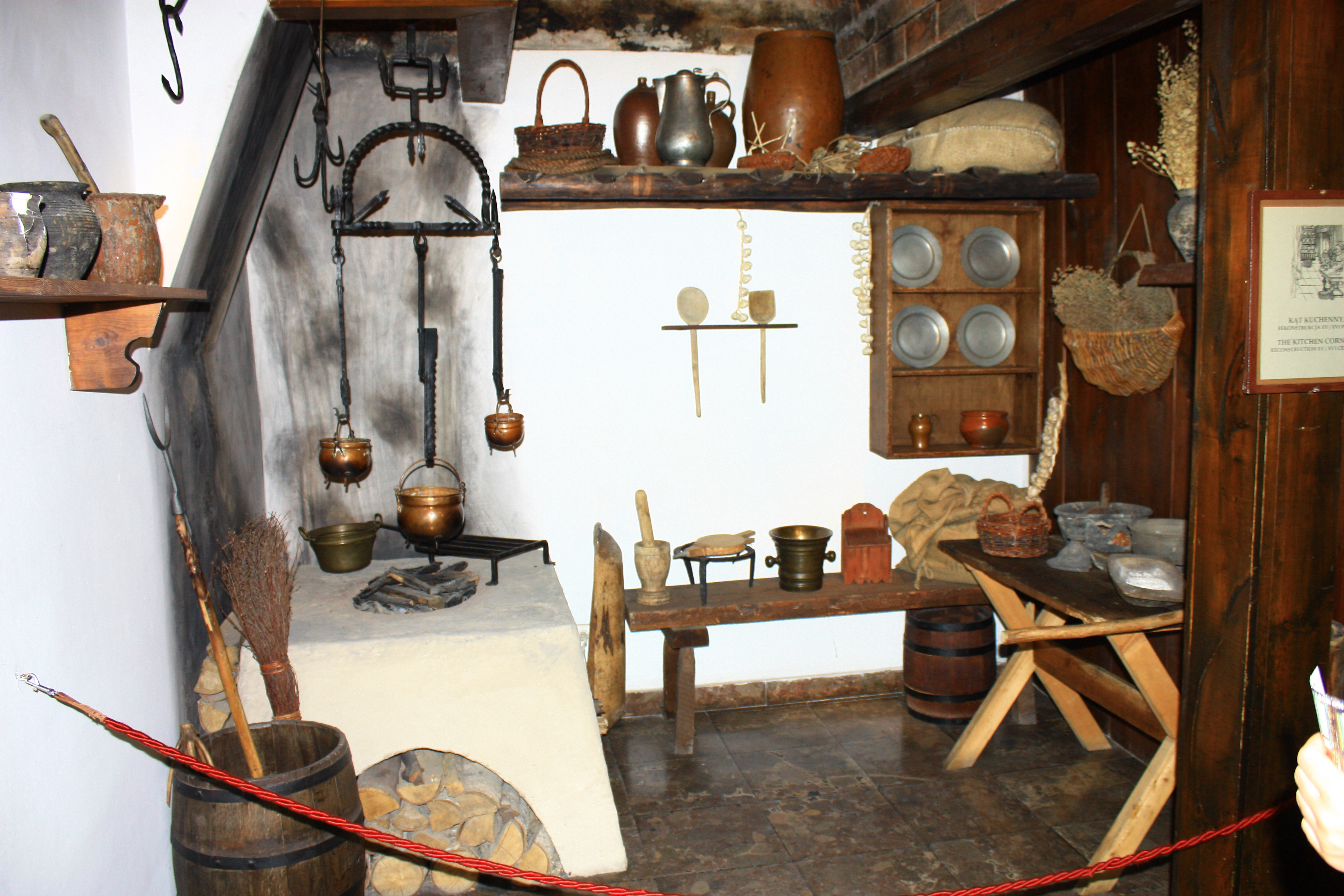
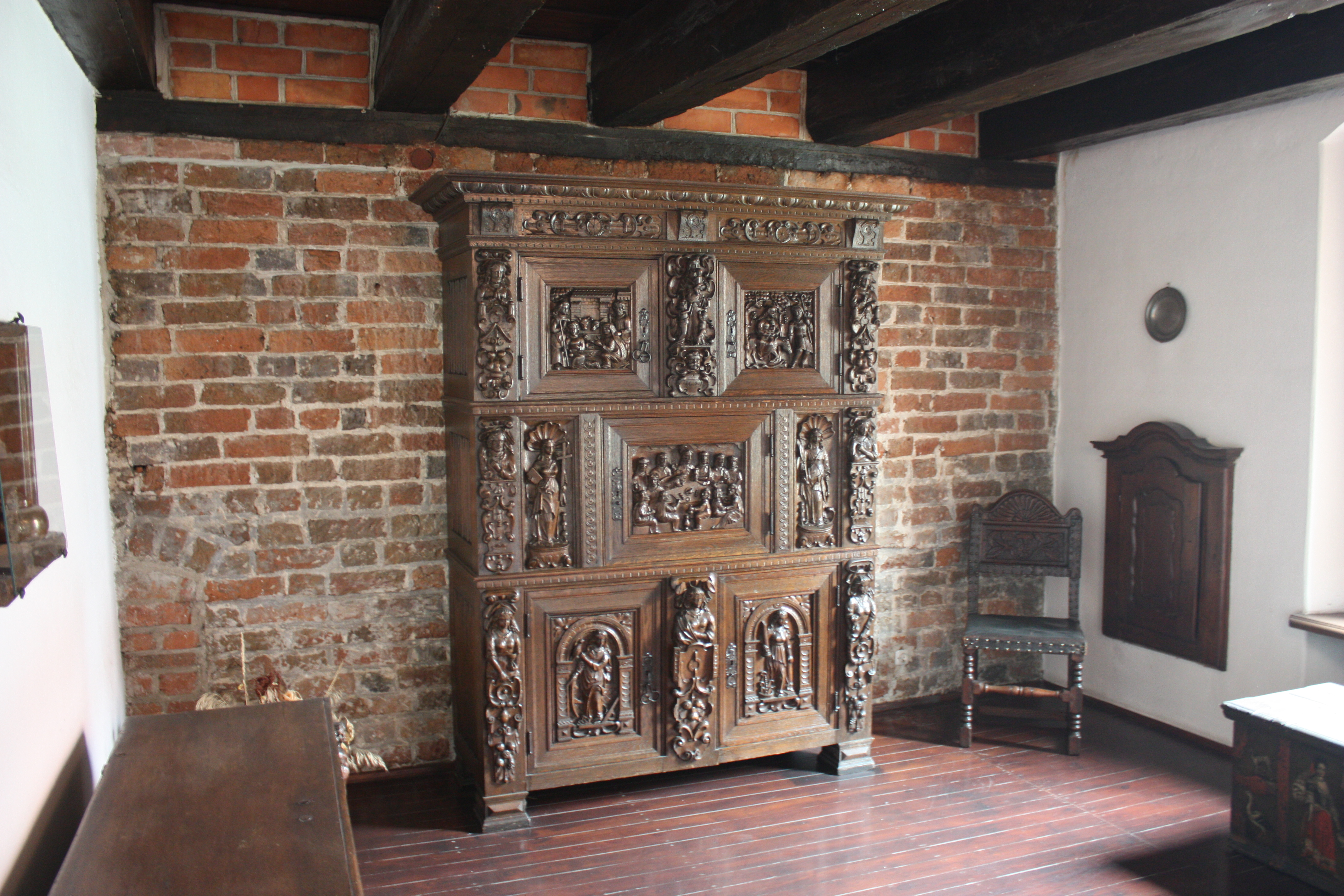
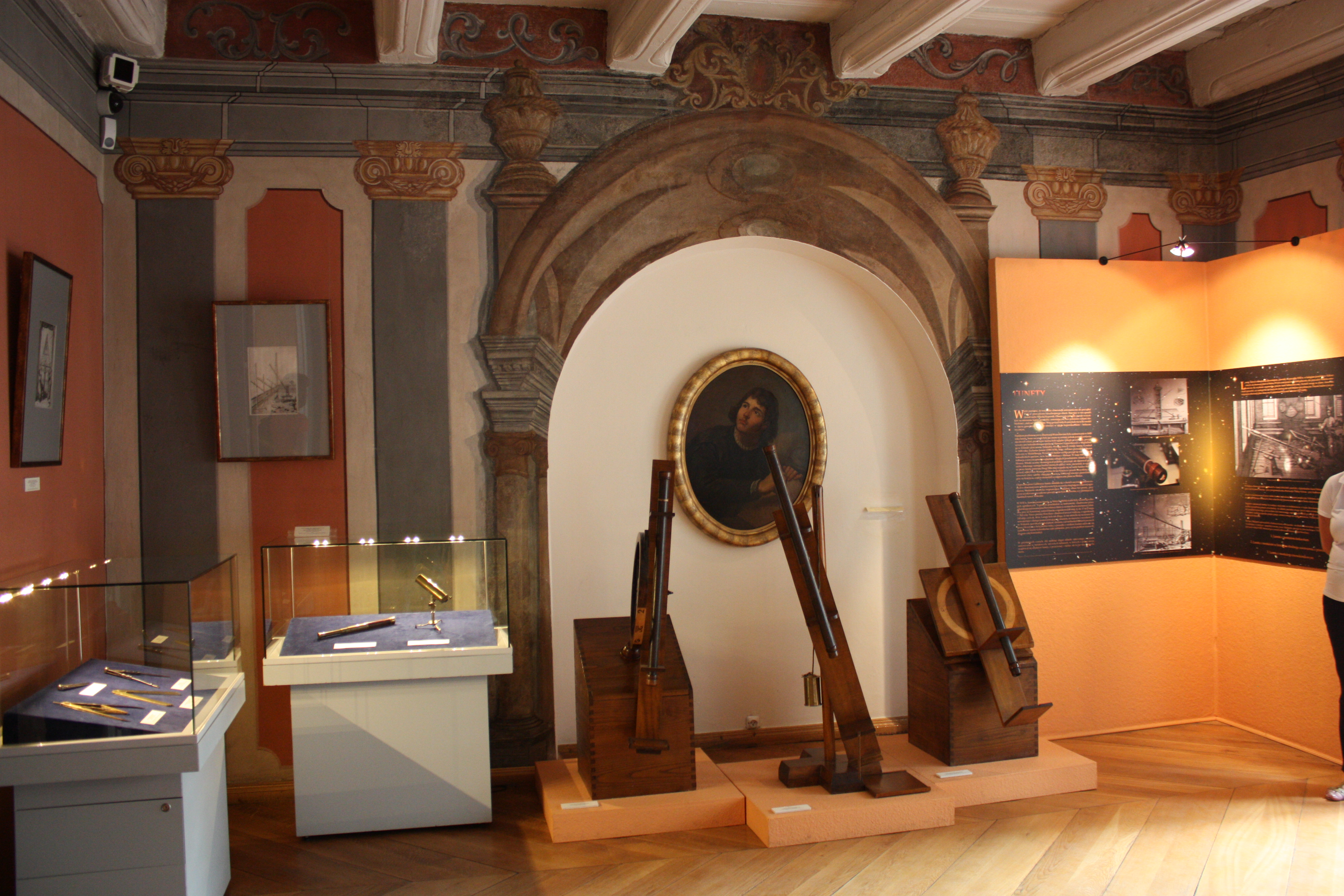